# Oliver Harris (Autor)
Oliver Harris (* 1978 in Nordlondon) ist ein britischer Kriminalschriftsteller. Er studierte am University College London englische Literatur und an der University of East Anglia Creative Writing und promovierte in Psychologie. Im Jahre 2016 veröffentlichte er eine Studie über griechische Mythen und Philosophie in den Werken von Jacques Lacan: Lacans Return to Antiquity (ISBN 978-1-13882-038-8). Zudem schreibt er regelmäßig für das Times Literary Supplement und ist seit 2018 als Dozent für kreatives Schreiben an der Manchester Metropolitan University tätig.

## Werke
Von ihm sind in der Nick-Belsey-Reihe erschienen:
- 2011 – The Hollow Man, ISBN 978-0-099-55274-1
  - deutsch: London Killing (Übersetzung: Wolfgang Müller), Blessing, München 2012, ISBN 978-3-453-43717-3

- 2014 – Deep Shelter, ISBN 978-0-099-55275-8
  - deutsch: London Underground (Übersetzung: Gunnar Kwisinski), Blessing, München 2014, ISBN 978-3-453-41910-0

- 2016 – The House of Fame, ISBN 978-0-224-10187-5
  - deutsch: London Stalker (Übersetzung: Gunnar Kwisinski), Blessing, München 2017, ISBN 978-3-89667-560-6

- 2022 – A Season in Exile, ISBN 978-1-408-71292-4

Elliot-Kane-Reihe:
- 2021 – A Shadow Intelligence, ISBN 978-1-408-70992-4
- 2021 – Ascension, ISBN 978-0-358-20666-8